# Sosnitz
Sosnitz – niewielki niemiecki nazistowski podobóz Auschwitz-Birkenau, zlokalizowany w Sośnicy (część Gliwic).
Był to pierwszy w historii podobóz Auschwitz, którego komendantem został Franz Hössler. Około 10 lipca 1940 przybył do niego pierwszy i jedyny transport 30 więźniów. Ich zadaniem było zdemontowanie ogrodzenia dawnego obozu jenieckiego w celu przewiezienia drutu do macierzystego obozu. Po zakończeniu prac podobóz zlikwidowano, a więźniowie wrócili do Auschwitz. Pozyskany drut kolczasty posłużył do budowy pierwszej linii ogrodzenia oświęcimskiego obozu. 